# Миргородський Микола Дмитрович
Миргородський Микола Дмитрович (1909, Кременчук, Полтавська губернія — лютий 1987, Київ) — український радянський промисловий і державний діяч; перший заступник голови Державного комітету УРСР з матеріально-технічного забезпечення, заслужений працівник промисловості УРСР.

## Біографія
Народився 1909 року в родині службовця. Трудову діяльність розпочав у дванадцятирічному віці учнем бондаря кустарної майстерні. У 1925 році вступив до комсомолу. З 1925 року — слюсар та секретар комсомольської організації на Кременчуцькому механічному заводі (в 1930 році завод було перейменовано на машинобудівний). Одночасно навчався на робітничому факультеті.
З 1927 року Микола Миргородський почав працював у металургії. Спочатку робітником, потім майстром, машиністом паротяга, заступником голови завкому профспілки Кам'янського металургійного заводу, головою завкому профспілки, начальником відділу капітального будівництва та заступником директора з капітального будівництва комбінату «Запоріжсталь».
У 1941 році разом із комбінатом він був евакуйований до м. Златоуст (Челябінська область), де працював заступником директора із будівництва. Також працював заступником директора із капітального будівництва «Дніпроспецсталь» (1948 — 1954 рр.). У 1954—1957 роках був заступником начальника головного управління металургійних заводів із будівництва Міністерства чорної металургії УРСР. 
У липні 1957 — серпні 1958 року — начальник відділу зведених планів постачання устаткування і комплектації Державного планового комітету УРСР.
У серпні 1958 — березні 1963 року — начальник відділу зведених балансів устаткування Державної планової комісії Ради Міністрів УРСР.
З березня 1963 до жовтня 1965 року — заступник голови Української Ради народного господарства (Укрраднаргоспу).
У жовтні 1965—1978 роках — 1-й заступник начальника Головного управління РМ УРСР по матеріально-технічному постачанню. 
З 1978 року — 1-й заступник голови Державного Комітету РМ УРСР по матеріально-технічному постачанню (Держпостачу УРСР).
Потім — персональний пенсіонер союзного значення
Помер на початку лютого 1987 року в Києві.

## Родина
- Дружина — Ніна Мойсеївна Миргородська. Мали четверо синів:
  - Миргородський Сергій Миколайович (1935) — український радянський архітектор, головний архітектор УРСР в 1980-ті роки, один зі співавторів Арки дружби народів.
  - Миргородський Дмитро Миколайович (1939—2002) — радянський і український актор театру і кіно. Заслужений артист України (1998).
  - Миргородський Валерій Миколайович (1942) — радянський і український лікар, біофізик і нейрофізіолог.
  - Миргородський Володимир Миколайович — засновник і перший директор Полтавського гірничо-збагачувального комбінату.

## Нагороди
Чотири ордени Трудового Червоного Прапора, орден «Знак Пошани», Почесна грамота Президії Верховної Ради Української РСР. Звання заслуженого працівника промисловості УРСР.